# L'holandès errant

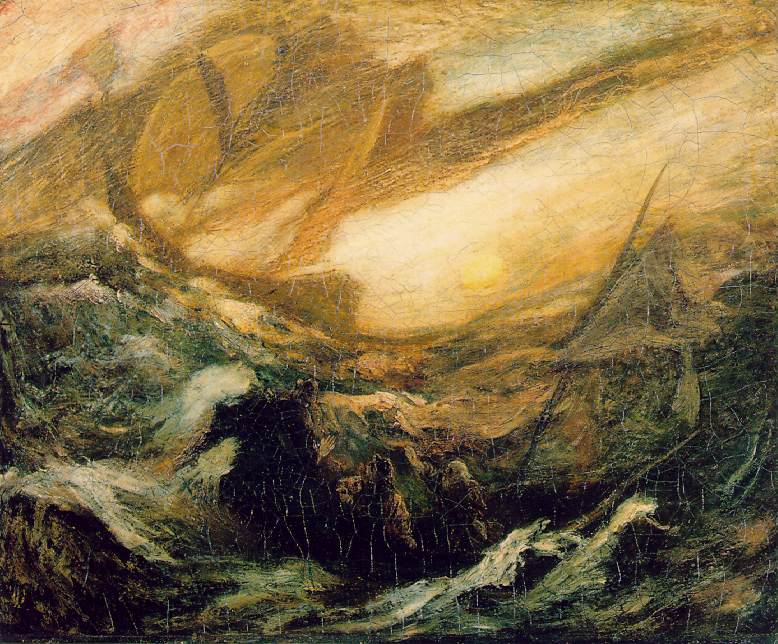
The Flying Dutchman, d'Albert Pinkham Ryder

L'holandès errant o holandès volador (Der fliegende Holländer) és el nom llegendari d'un vaixell fantasma o del seu capità que no pot tornar a port i està condemnat a vagar per sempre pels oceans del món. El veler és atalaiat sempre a la llunyania, de vegades resplendint amb una llum fantasmal. Si un altre vaixell el saluda, la seva tripulació tractarà de fer arribar els seus missatges a terra, a persones que van morir ja fa molt temps.

## La llegenda
La primera referència impresa coneguda del vaixell apareix a Travels in various part of Europe, Asia and Africa during a series of thirty years and upward  (1790) de John MacDonald.
Les versions de la llegenda són innombrables. Unes conten que la història originàriament és holandesa, mentre que altres afirmen que està basada en l'obra de teatre The Flying Dutchman (1826), del dramaturg anglès Edward Fitzball, o en la novel·la The Phantom Ship («El vaixell fantasma», 1837) de Frederick Marryat, més tard adaptada al neerlandès com a  Het Vliegend Schip («El vaixell volador») pel clergue d'aquesta nacionalitat A. H. C. Römer. Altres versions al·ludeixen a l'òpera Der fliegende Holländer, de Richard Wagner (1841) i a The Flying Dutchman on Tappan Sea, de Washington Irving (1855).
D'acord amb certes fonts, al segle xvii el capità holandès Bernard Fokke va servir de model per al personatge. Fokke va ser cèlebre per l'estranya velocitat de creuer que assolia en les travessies entre els Països Baixos i Java, motiu pel qual se sospitava que havia signat un tracte amb el dimoni. En algunes versions holandeses del mite, el capità rep el nom de Falkenburg. Marryat, en la seva versió, li dona el nom de van der Decken (que significa «a coberta»), i rep el de Ramhout van Dam en la versió de Washington Irving. Uns i d'altres no es posen d'acord en la qüestió de si el nom «holandès errant» cal atribuir-lo al vaixell o al seu capità.
Així mateix es diu que, en mig una tempesta, va jurar que no faria marxa enrere fins a haver passat el Cap de Bona Esperança, encara que això li representés arribar al judici final. S'ha parlat també d'un horrible crim comès a bord del vaixell, i fins i tot d'una terrible epidèmia que va infectar la tripulació, la qual per aquest motiu no va tenir permís per desembarcar a cap port i va quedar condemnada des de llavors a navegar eternament, sense possibilitat de trepitjar terra. Quant a les dates en les quals això va succeir, s'ha parlat de 1641, de 1680 i de 1729 entre d'altres.
Sovint s'han assenyalat les similituds i concordances entre les llegendes de l'holandès errant i el jueu errant.
A l'obra de Fitzball, al capità se li permetia baixar a terra una vegada cada diversos cents d'anys per tractar de trobar una dona amb qui compartir la seva maledicció. En l'òpera de Wagner, això succeeix cada set anys.

## En la cultura
- La primera traducció a l'italià d'aquesta òpera, la va fer el compositor Alberto Giovannini.
- Es correspon amb el Caleuche de la mitologia chilota (Arxipèlag de Chiloé, a Xile)
- Dos llibres de Brian Jacques adapten el mite: Castaways of the Flying Dutchman i la seva seqüela The Angel's Command.
- Una pel·lícula (1995) de Jos Stelling: De Vliegende Hollander.
- Una cançó de Jethro Tull al seu àlbum Stormwatch.
- Una cançó de The Band (Rockin' Chair)
- Un quadre d'Albert Ryder al Smithsonian American Art Museum de Washington, DC.
- El vaixell fantasma, una novel·la escrita per Frederick Marryat.
- Una historieta de Carl Barks, protagonitzada per l'Ànec Donald.
- L'òpera de Richard Wagner anomenada "L'holandès errant", estrenada el 1843.
- Un cafè al districte roig d'Amsterdam.
- The Homeward Bounders, un llibre de Diana Wynne Jones.
- Flying Dutch, paròdia basada en l'òpera de Wagner, per Tom Holt.
- Pandora i l'holandès errant, una pel·lícula d’Albert Lewin estrenada el 1950 protagonitzada per Ava Gardner i James Mason i filmada a Tossa de Mar.
- A la pel·lícula Spiderman, Flying Dutchman és el lluitador que s'enfronta a Bone Saw abans que Peter Parker.
- The Frying Dutchman (L'holandès fregidor) és el nom del restaurant del capità McCallister a la sèrie dels Els Simpson.
- The Flying Dutchman (L'holandés volador) és un personatge que sembla un fantasma que apareix a la sèrie animada (Sponge Bob Square Pants).
- Al videojoc Age of Empires, L'holandès errant és un vaixell fantàstic que es pot moure per terra.
- A la pel·lícula Pirates of the Caribbean: Dead Man's Chest (Piratas del Carib 2: El cofre de l'home mort), el capità Davy Jones porta el vaixell L'holandès errant i s'encarrega de recollir persones a punt de morir que converteix en tripulants seus.
- Al llibre La Llarga Marxa de Stephen King, un dels personatges principals, Olson, té per sobrenom "L'holandès errant".
- Al món del futbol l'entrenador Guus Hiddink és anomenat "l'holandes errant" pel que ha arribat a viatjar entrenant equips. El cèlebre futbolista Johan Cruyff també va ser anomenat holandès volador després de fer un acrobàtic salt o pirueta i marcar un memorable gol per al F.C. Barcelona.
- A El Príncep de la Boira de Carlos Ruíz Safón, se'n fa un petit esment en un dels capítols.